# 3MA
 (juillet 2024).
3MA est un groupe marocain de musique populaire africaine, originaire d'Agadir, composé de trois joueurs d'instruments à cordes différents : Ballaké Sissoko (du Mali) à la kora, Driss El Maloumi (du Maroc) au oud et Rajery (de Madagascar) au valiha. Le groupe tire son nom des deux premières lettres françaises du pays d'origine de chaque membre : Madagascar, Mali et Maroc.

## Histoire
L'idée d'un groupe africain innovant composé exclusivement d'instruments à cordes, sans percussions ni section rythmique, naît lors d'une première rencontre en 2006 à Agadir, entre le joueur de oud et compositeur marocain Driss El Maloumi et Rajery, musicien malgache utilisant une guitare à 18 cordes. cithare tubulaire appelée valiha. Pour ajouter un troisième instrument avec une palette sonore encore plus large, ils imaginent que leurs instruments seraient bien assortis à une kora, l'instrument traditionnel malien à 21 cordes et une grande calebasse en guise de résonateur. Quelques mois plus tard, ils se rencontrent à Madagascar et Ballaké Sissoko, un joueur de kora de premier plan, les rejoint pour une série d'ateliers et de concerts, parrainés par l'Institut français local. Dans une interview accordée à l'organisation médiatique à but non lucratif NPR, Sissoko déclare : « J'ai créé la kora chromatique à deux octaves et demie pour ce projet, afin de mieux dialoguer avec d'autres instruments. »
Dans sa critique positive du premier album du groupe, intitulé 3MA - Madagascar, Mali, Maroc, le critique musical britannique Charlie Gillett qualifie leur style musical « de manière satisfaisante inclassable » et le magazine de musique du monde Songlines, où l'album atteint la position la plus élevée dans son classement. palmarès des musiques du monde, qualifie le style du trio de « musique de chambre africaine ».
Outre leurs propres albums, 3MA participe également au projet musical intitulé The Routes of Slavery. Ils sont  invités à rejoindre leurs compositions, liées à l'histoire de la traite négrière en provenance d'Afrique, par le directeur artistique de cet enregistrement audio et vidéo, Jordi Savall, avec qui Driss El Maloumi joue du oud sur de nombreux albums.
Anarouz est le deuxième album du trio, publié près de dix ans après le premier enregistrement. Outre les morceaux essentiellement instrumentaux, il présente les musiciens chantant également dans leurs langues respectives (bambara, malgache et arabe).

## Discographie
- 2008 : 3MA
- 2017 : Anarouz
- 2016 : The Routes of Slavery  (DVD et 2 CD avec Jordi Savall et autres)